# Obukhova (krater)
Obuchova är en nedslagskrater med en diameter på 49 kilometer, på planeten Venus. Obuchova har fått sitt namn efter den sovjetiska operasångerskan Nadezjda Obuchova.